# Rolan de la Cruz
Rolan de la Cruz Biojó (San Andrés de Tumaco, 3 ottobre 1984) è un ex calciatore colombiano naturalizzato equatoguineano, di ruolo centrocampista.